# Těsnicí clona

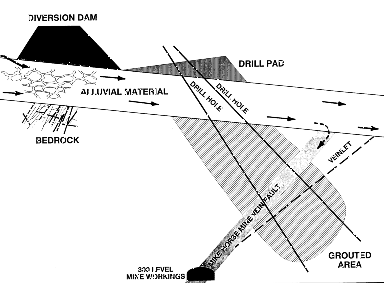
Schéma injektážní clony, viz vrtané otvory a injektovaná plocha

Těsnicí clona (injektážní clona) je bariéra, která chrání základy staveb před průsaky a může být zhotovena při počáteční výstavbě nebo při opravě. Kromě toho může být použita ke zpevnění základů, k zadržení průsaků a k zamezení pohybu znečištěné podzemní vody nebo jiných kapalin. Příležitostně se používá nebo přimíchává také bentonit. Alternativami pro utěsnění těsnicí clony jsou štětovnice, membránové stěny nebo (během výstavby) stabilizace půdy zmrazením.

## Charakteristika
Těsnicí clona se obvykle skládá z řady svisle vyvrtaných otvorů vyplněných tlakovou injektážní cementovou kaší, což je proces běžně známý jako trysková injektáž. Otvory se vrtají v intervalech a takovým způsobem, aby se vzájemně křížily a vytvářely clonu. Těsnicí clona v podloží snižuje průsaky nebo proudění podložím, a tím i cirkulaci a podemílání konstrukce.

## Metoda
Nepropustnost podloží se obvykle zvyšuje s hloubkou. Těsnicí clona musí zasahovat do podloží až k méně propustným vrstvám. Hloubka těsnicí clony může dosahovat až 30 m a více pod základovou desku. Injektážní cementová kaše se vstřikuje pomocí injektážních trysek, které používají vysokotlaký proud tekutiny (tj. kaše nebo vody) k erozi dutiny v půdě. Injektáž cementové kaše má v blízkosti vrtu pouze omezený dosah v závislosti na tlaku, pórovém prostoru, šířce trhliny atd. Vzdálenost mezi vrty proto musí být minimální. Proto musí být vzdálenost mezi vrty zvolena tak, aby nevznikaly mezery. Druhá řada vrtů je často rozmístěna tak, aby vznikl dvouřadý těsnicí pás.
Úspěšnost utěsnění/injektáže se kontroluje například pomocí testů vytlačování vody v kontrolních vrtech, Lugeonův test. Zjištěné závady lze následně eliminovat dalšími cílenými vrty.